# Edith Evans
Dama Edith Mary Evans (Pimlico, 8 febbraio 1888 – Cranbrook, 14 ottobre 1976) è stata un'attrice britannica.

## Biografia

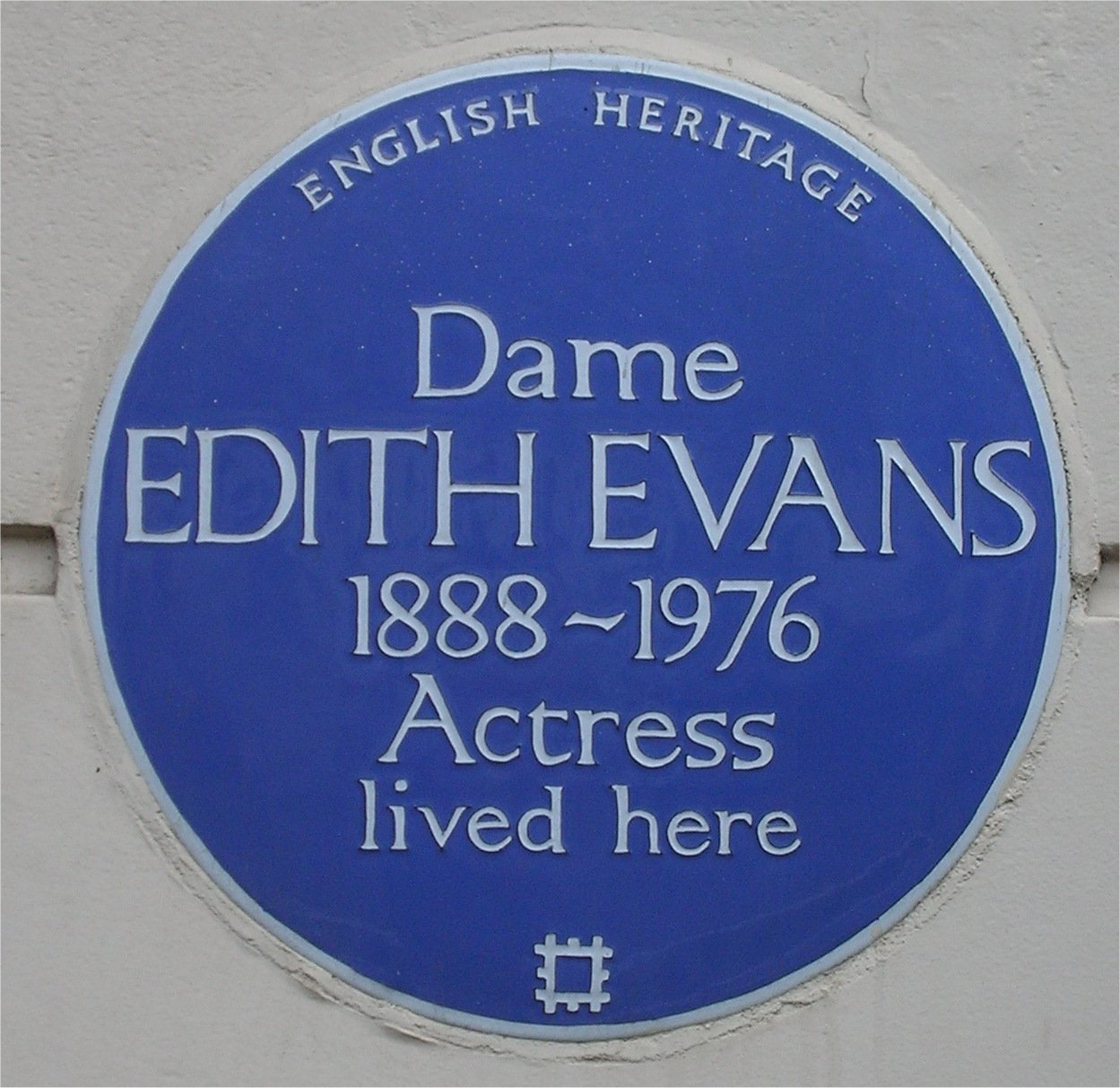
Targa blu nella città di Westminster

Grande protagonista della scena teatrale inglese del XX secolo, Edith Evans ebbe un rapporto saltuario con il cinema: fu candidata due volte all'Oscar come migliore attrice non protagonista, per Tom Jones (1963) di Tony Richardson e Il giardino di gesso (1964) di Ronald Neame, ed una volta all'Oscar come miglior attrice protagonista per Bisbigli (1967) di Bryan Forbes, senza mai vincerlo. Grazie a quest'ultima interpretazione fu la più premiata attrice dell'anno, aggiudicandosi anche l'Orso d'Argento per la migliore attrice al Festival di Berlino.

## Filmografia parziale
- Honeymoon for Three, regia di Maurice Elvey (1915)
- East Is East, regia di Henry Edwards (1916)
- A Welsh Singer, regia di Henry Edwards (1916)
- La donna di picche (The Queen of Spades), regia di Thorold Dickinson (1949)
- L'importanza di chiamarsi Ernesto (The Importance of Being Earnest), regia di Anthony Asquith (1952)
- I giovani arrabbiati (Look Back in Anger), regia di Tony Richardson (1959)
- La storia di una monaca (The Nun's Story), regia di Fred Zinnemann (1959)
- Tom Jones, regia di Tony Richardson (1963)
- Il giardino di gesso (The Chalk Garden), regia di Ronald Neame (1964)
- Il magnifico irlandese (Young Cassidy), regia di Jack Cardiff (1965)
- Ladri sprint (Fitzwilly), regia di Delbert Mann (1967)
- Bisbigli (The Whisperers), regia di Bryan Forbes (1967)
- Prudenza e la pillola (Prudence and the Pill), regia di Fielder Cook (1968)
- Gangster tuttofare (Crooks and Coronets), regia di Jim O'Connolly (1969)
- La pazza di Chaillot (The Madwoman of Chaillot), regia di Bryan Forbes (1969)
- La più bella storia di Dickens (Scrooge), regia di Ronald Neame (1970)
- Casa di bambola (A Doll's House), regia di Patrick Garland (1973)
- Il buio macchiato di rosso (Craze), regia di Freddie Francis (1974)
- La scarpetta e la rosa (The Slipper and the Rose: The Story of Cinderella), regia di Bryan Forbes (1976)
- Cattive abitudini (Nasty Habits), regia di Michael Lindsay-Hogg (1977)

## Riconoscimenti
- Premio Oscar
  - 1964 – Candidatura alla miglior attrice non protagonista per Tom Jones
  - 1965 – Candidatura alla miglior attrice non protagonista per Il giardino di gesso
  - 1968 – Candidatura alla miglior attrice protagonista per Bisbigli

- Golden Globe
  - 1960 – Candidatura alla migliore attrice non protagonista per La storia di una monaca
  - 1968 – Migliore attrice in un film drammatico per Bisbigli

- BAFTA
  - 1964 – Candidatura alla migliore attrice protagonista per Tom Jones
  - 1965 – Candidatura alla migliore attrice protagonista per Il giardino di gesso
  - 1968 – Migliore attrice protagonista per Bisbigli

- Festival internazionale del cinema di Berlino
  - 1967 – Orso d'argento per la migliore attrice per Bisbigli

- National Board of Review
  - 1959 – Miglior attrice non protagonista per La storia di una monaca
  - 1964 – Miglior attrice non protagonista per Il giardino di gesso
  - 1967 – Miglior attrice per Bisbigli

- National Society of Film Critics Awards
  - 1968 – Candidatura alla miglior attrice per Bisbigli

- New York Film Critics Circle Awards
  - 1949 – Candidatura alla miglior attrice protagonista per The Last Days of Dolwyn e La donna di picche
  - 1967 – Miglior attrice protagonista per Bisbigli

## Doppiatrici italiane
- Lydia Simoneschi in I giovani arrabbiati, La storia di una monaca, Tom Jones, La più bella storia di Dickens, La scarpetta e la rosa
- Wanda Tettoni in Il giardino di gesso, Il magnifico irlandese, Ladri sprint, Prudenza e la pillola, La pazza di Chaillot
- Tina Lattanzi in L'importanza di chiamarsi Ernesto
- Alina Moradei in Casa di bambola